# Königliche Bayerische Staats-Eisenbahnen
Le Königliche Bayerische Staats-Eisenbahnen (acronimo K.B.St.B.), in italiano Reali Ferrovie dello Stato della Baviera, fondate nel 1844, furono la seconda rete, per estensione, tra le ferrovie statali germaniche. Dal 24 aprile 1920 divennero Bayerische Staatseisenbahn (o Ferrovie dello Stato Bavaresi), confluendo nelle Deutsche Reichseisenbahnen; il 1º ottobre 1933 vennero incorporate nella Deutsche Reichsbahn Gesellschaft.

## Storia
La Germania divenne una nazione unita nel 1871 quando l'impero germanico si formò con l'unione dei singoli stati della Prussia, della Baviera, della Sassonia, del Baden e del Württemberg. Ciascuno di questi stati aveva già formato una propria rete ferroviaria autonoma, pur avendo rapporti commerciali, che rimase divisa fino a dopo la prima guerra mondiale.
Le Ferrovie Reali di Stato della Baviera  o K.B.St.B. erano nate nel 1844 e si erano sviluppate fino a divenire la seconda rete per estensione delle ferrovie statali germaniche con 8.526 km, includendo le ferrovie del Palatinato (Pfalzbahn) dal termine della prima guerra mondiale.
La caduta della monarchia, alla fine del conflitto, fece scomparire il termine reale dal titolo così, dal 24 aprile 1920, questo divenne Ferrovie dello Stato Bavaresi (Bayerische Staatseisenbahn) confluendo nelle Deutsche Reichseisenbahnen come divisione amministrativa (Gruppenverwaltung Bayern); questa venne divisa nelle 4 Reichsbahndirektion di Augusta, Monaco di Baviera, Norimberga e Ratisbona. Le ferrovie del Palatinato formarono l'ulteriore divisione di Ludwigshafen. Dal 1º ottobre 1933 le divisioni vennero tutte riunite nella Deutsche Reichsbahn Gesellschaft.

## Le tre linee principali Bavaresi

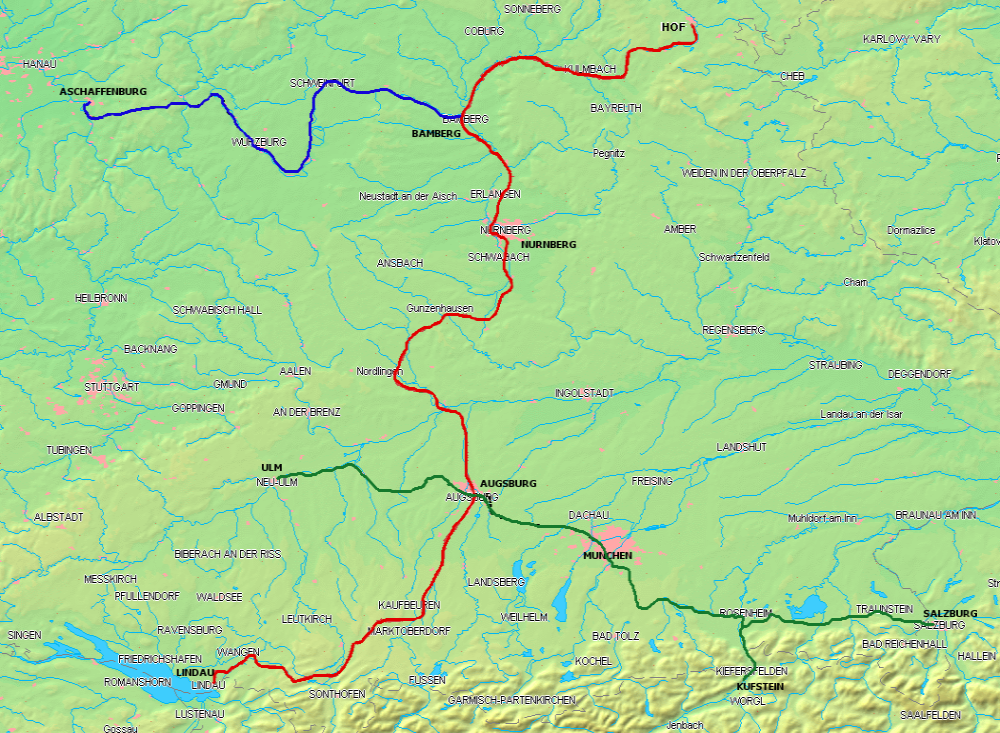
Ludwig-Süd-Nord-Bahn in rosso, Ludwigs-West-Bahn in blu, e Bayerische Maximiliansbahn in verde

Con la nazionalizzazione della Monaco-Augusta, nel 1844 iniziavano le ferrovie di stato bavaresi. Agli inizi gli sforzi del regno si concentrarono nella costruzione di tre importanti direttrici:
- La Ludwig-Süd-Nord-Bahn, 548 km costruita tra 1844 e 1853. Correva da Lindau presso il Lago di Costanza via Kempten im Allgäu, Augusta, Norimberga e Bamberga fino a Hof, nei pressi dell'attuale confine ceco e si collegava alla rete reale della Sassonia.
- La Ludwigs-West-Bahn, lunga 100 km, costruita tra 1852 e 1854 e aperta a tratte. Correva da Bamberga via Schweinfurt e Würzburg fino a Aschaffenburg con un collegamento al Granducato d'Assia.
- La Bayerische Maximiliansbahn che correva da Ulma ad Augusta e da Monaco a Kufstein con una diramazione per Salisburgo in Austria. Venne costruita tra 1853 e 1860 ed era lunga 188 km.

Negli anni successivi la rete ferroviaria si espanse in continuazione; a metà degli anni ottanta del XIX secolo collegava capillarmente tutto il paese con linee locali chiamate Lokalbahnen.

## LeLokalbahnen
La rete bavarese fu caratterizzata da numerose diramazioni a carattere locale che raggiunsero il numero di 180 di cui 20 private.  La maggioranza di esse fu realizzata a scartamento normale ma alcune furono a scartamento ridotto. Molte linee comunque non sopravvissero in seguito all'estendersi della motorizzazione su strada specialmente nel secondo dopoguerra. Nel 1977 si erano già ridotte a 79. Alcune sono state preservate a scopo museale, come la Ferrovia Mellrichstadt–Fladungen, mentre altre hanno solo utilizzo turistico, in genere festivo o domenicale, come la Bayerische Wald.

## Linee private incorporate dalle Reali ferrovie di stato bavaresi
- Il 1º giugno 1846 venne statalizzata la ferrovia Monaco di Baviera-Augusta di 62 km.
- Il 15 maggio 1875 la Bayerische Ostbahn venne statalizzata con le sue linee, Regensburg-Bayreuth/Eger e Norimberga-Passavia insieme alle sue diramazioni, per un totale di circa 900 km di linea.
- Il 1º gennaio 1909 vennero raggruppate nella rete del Palatinato e statalizzate le 3 ferrovie private:
- Pfälzische Ludwigsbahn
- Pfälzische Maximiliansbahn
- Gesellschaft der Pfälzischen Nordbahnen con la Neustadt-Dürkheimer Eisenbahn-Gesellschaft

Comprendevano circa 870 km di linee di cui 60 km a scartamento ridotto.

## Organizzazione
Le sezioni regionali facevano capo amministrativamente ad uffici chiamati Bahnämter mentre quelli più importanti avevano nome Oberbahnämter. Le sedi erano Augusta, Bamberga, Ingolstadt, Kempten, Monaco, Norimberga, Regensburg, Rosenheim, Weiden e Würzburg. Prima del 1886 dipendevano tutte da una Direzione generale (Generaldirektion der königlichen Verkehrsanstalten). Dal 1886 al 1906 passarono sotto la (Generaldirektion der königlich bayerischen Staatseisenbahnen). Dal 1906 dipesero dal Ministero dei Trasporti con sedi divisionali ad Augusta, Ludwigshafen/Rhein, Munich, Nuremberg, Bamberga, Regensburg e Würzburg; a parte Bamberga (assorbita da quella di Norimberga) tutte le divisioni suddette vennero incorporate nelle Deutsche Reichseisenbahnen, (Ferrovie imperiali germaniche), dal 1920.

## Locomotive delle Reali ferrovie di stato bavaresi
Le Ferrovie Bavaresi si approvvigionarono di locomotive e rotabili attingendo dall'industria locale e soprattutto dalla Maffei e dalla Krauss, ambedue di Monaco di Baviera; quest'ultima fornì 174 unità Pt 2/5 N a partire dal 1897. Quattro locomotive prototipo vennero acquistate dall'americana Baldwin nel 1899 e nel 1901. Ancora la Krauss fu incaricata della costruzione di 95 locomotive Pt 2/3 fibo al 1916.

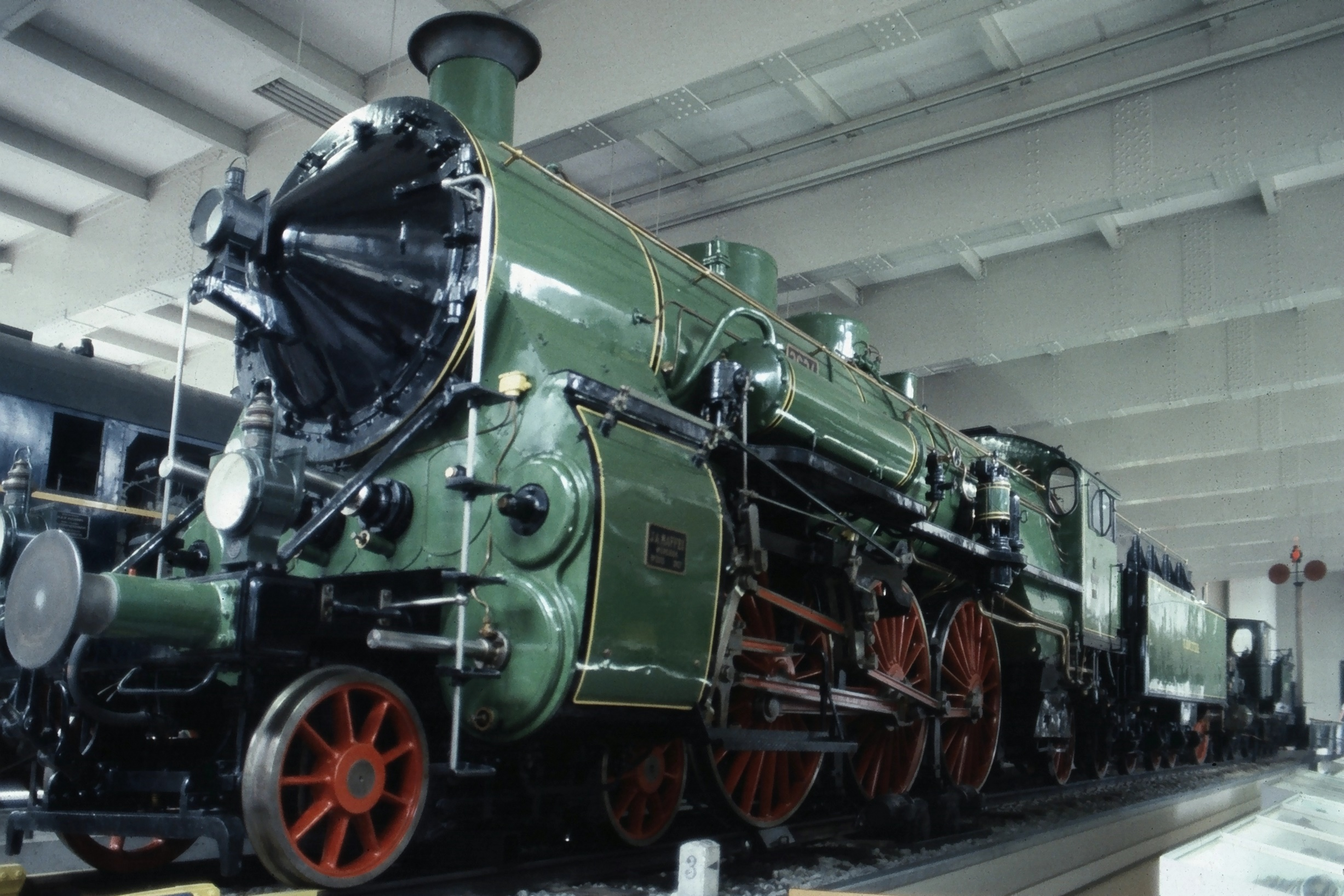
La locomotiva Bavarese S 3/6

Molto conosciuta per le sue prestazioni velocistiche è la Locomotiva bavarese S 2/6 disegnata da Anton Hammel, ingegnere della Maffei, che venne esibita all'esposizione nazionale di Norimberga del 1906. Apprezzata dagli appassionati per la sua bellezza di forme è anche la Locomotiva bavarese S 3/6, meno conosciuta è la Pt 3/6.
Nel 1914 venne acquistata la più potente delle locomotive bavaresi, la Gt 2x4/4, una Mallet (in seguito classificata come DRG Br 96.0).
La più caratteristica fu invece la Locomotiva Bavarese PtL 2/2 soprannominata Glaskasten (scatola di vetro) di cui vennero acquistate 29 unità.